# Cecina murshudovi
Cecina murshudovi is een slakkensoort uit de familie van de Pomatiopsidae. De wetenschappelijke naam van de soort is voor het eerst geldig gepubliceerd in 1996 door Prozorova.